# Bacino idrografico

Schematizzazione di un bacino idrografico

Animazione del bacino del fiume Latoriţa, Romania

Il bacino idrografico (o bacino) è l'area topografica (solitamente identificabile in una valle o una pianura) delimitata da uno spartiacque topografico (orografico o superficiale) di raccolta delle acque che scorrono sulla superficie del suolo confluenti verso un determinato corpo idrico recettore (fiume, lago o mare interno) che dà il nome al bacino stesso (ad esempio "il bacino idrografico del Rio delle Amazzoni").     

## Definizione

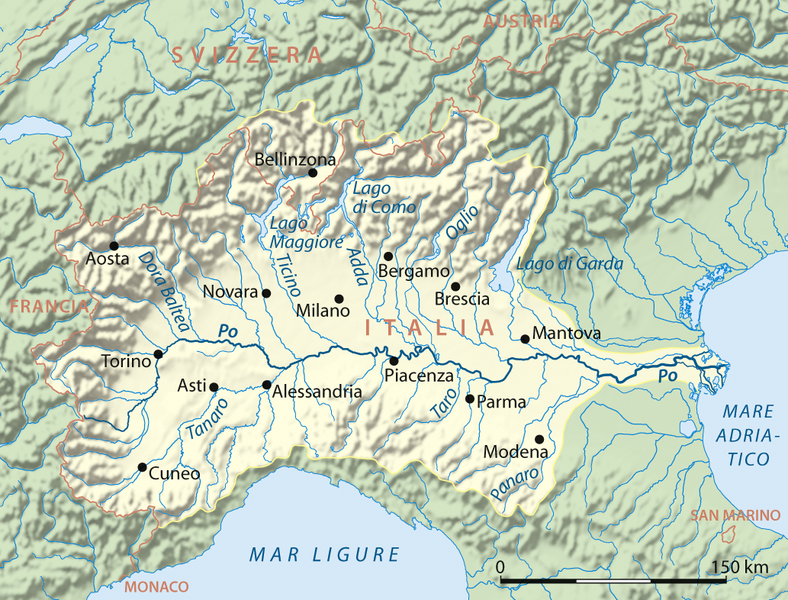
Bacino idrografico del Po

Il bacino idrografico è una porzione di territorio che, a causa della sua conformazione orografica, raccoglie acque meteoriche o provenienti dalla fusione di ghiacciai o nevai che scorrono confluendo tutte verso un solco d'impluvio dando origine ad un corso d'acqua, o verso una conca o depressione dando origine ad un lago o a una zona paludosa. Esso differisce dal bacino idrogeologico in quanto quest'ultimo non considera il solo deflusso di acque superficiali, ma anche lo scorrimento di infiltrazione che dipende dalla stratigrafia e dalla conformazione geologica del sottosuolo.
Se le acque raccolte sono solo quelle dovute alle precipitazioni si parla di bacino imbrifero. In un bacino idrografico vallivo è possibile identificare un luogo di convergenza delle acque, detto "sezione di chiusura", attraverso il quale passa tutto il volume dell'acqua raccolta superficialmente. L'altitudine cui si trova la sezione di chiusura è la quota di riferimento nelle misure di altitudine relative al bacino.
Il perimetro di confine di ogni bacino, una volta individuata la sezione di chiusura, viene riconosciuto mappando a partire dalla sezione di chiusura la linea oltre la quale le acque scorrono sul terreno seguendo un altro percorso che le porta a raccogliersi in un diverso bacino idrografico, questa linea è chiamata "linea spartiacque" o semplicemente "spartiacque". Lo spartiacque è definibile su una carta topografica collegando i picchi di massima altitudine con una linea sempre perpendicolare alle curve di livello, avente quindi la direzione del versore di massima pendenza. Il punto più basso dello spartiacque è chiamato "incile".
Quando si vanno a considerare le acque del bacino idrografico che fluiscono nel sottosuolo lo spartiacque non coincide più con quello superficiale identificato con metodi topografici attraverso i quali risulta molto più semplice delinearlo ma bisogna considerare vari aspetti che ne modificano l'andamento, la forma. Uno di questi elementi molto importanti da considerare è il moto di filtrazione dell'acqua, un moto che si sviluppa prevalentemente su vie orizzontali, compiuto dall'acqua in una zona di terreno satura al di sopra di uno strato di fondo impermeabile. Un bacino di cui si considerano anche le acque che scorrono sotto la superficie terrena è un bacino idrogeologico, proprio per la componente sotterranea delle acque risulta molto più difficoltoso individuare lo spartiacque e quindi delimitare il bacino idrogeologico che quello idrografico.

## Descrizione
Può essere schematizzato con una linea chiusa (nel caso di bacini idrografici montani o collinari) o aperta (nel caso di bacini scolanti direttamente in mare, lago o laguna); il relativo perimetro termina contro la linea di costa. Nel primo caso la linea di spartiacque interseca l'asta fluviale principale in un determinato punto; l'intersezione prende il nome di sezione di chiusura del bacino stesso. Questa sezione è di fondamentale importanza in idraulica, in quanto in corrispondenza di essa si viene a raccogliere la portata complessiva del bacino e quindi quella del relativo corso d'acqua.
La maggior parte dei bacini idrografici principali è formata dall'unione di più sotto bacini rappresentati dai bacini idrografici dei singoli affluenti del corso d'acqua principale. Per i bacini chiusi (laghi o mari interni) il bacino idrografico coincide con la sommatoria di tutti i bacini idrografici affluenti, direttamente o indirettamente, al lago o mare considerato. Le aree prive di circolazione di acque meteoriche sono definite areiche.

### Caratteristiche geometriche
L'estensione superficiale è una caratteristica rilevante per capire come si comporta il bacino a seguito di piogge rilevanti (tempo di corrivazione): i tempi di percorrenza delle acque superficiali dipendono principalmente dalla lunghezza del percorso che l'acqua deve fare e dalla sua pendenza. A parità di pendenza, se il bacino è piccolo i tempi di percorrenza sono dell'ordine di ore (tipico caso di bacino vallivo montano), mentre per un bacino grande sono maggiori (valutabili anche in giorni come nel caso del bacino padano), con conseguente aumento anche dei tempi di formazione delle piene.
Si chiama "superficie di drenaggio" la proiezione orizzontale della superficie di territorio delimitata dalla linea spartiacque, mentre la lunghezza della linea spartiacque è il perimetro (P) del bacino. La lunghezza L del bacino è definita in prima approssimazione come la lunghezza dell'"asta fluviale principale", ossia del canale di raccolta dalla portata maggiore che corrisponde, nel caso di bacini in quota, al fondovalle.

#### Forma
Due bacini diversi, pur avendo superfici di drenaggio della stessa area, possono avere forme diverse e variare come morfologia da compatti ad allungati. La differenza fra i diversi bacini viene quantitativamente valutata calcolando determinati parametri.
Il metodo di confronto dell'area del bacino con un cerchio permette di individuare il rapporto o "fattore di circolarità" {\displaystyle R_{c}} che viene definito come il rapporto fra l'area della superficie di drenaggio ({\displaystyle A}) e la superficie del cerchio avente il perimetro {\displaystyle P} pari alla lunghezza della linea spartiacque del bacino considerato:
- fattore di circolarità {\displaystyle R_{c}=4{\pi }{\frac {A}{P^{2}}}}

Il "rapporto di uniformità" {\displaystyle R_{u}} è definito come il rapporto tra il perimetro del bacino e il perimetro del cerchio di riferimento con la condizione che la superficie del bacino sia uguale a quella del cerchio:
- "rapporto di uniformità" {\displaystyle R_{u}={\frac {P}{2{\sqrt[{}]{{\pi }{A}}}}}}

Il rapporto fra area del bacino con quella di un quadrato avente il lato {\displaystyle L} pari alla lunghezza del bacino è chiamato "fattore di forma":
- "fattore di forma" {\displaystyle F={\frac {A}{L^{2}}}}
- "rapporto di allungamento" {\displaystyle E={\frac {2{\sqrt[{}]{A}}}{L{\sqrt[{}]{\pi }}}}}

Uno dei parametri molto importanti attraverso i quali si caratterizza la forma del bacino idrografico è il coefficiente di Gravelius (Φ) il rapporto tra il perimetro P del bacino e il perimetro del cerchio di uguale area (A). A seconda del valore a cui tende il coefficiente la forma del bacino si presenta in modo diverso:
- Φ→1 forma tondeggiante
- 1<Φ<1.25 rotonda-ovale rotonda
- 1.25<Φ<1.5 rotonda-ovale allungata
- 1.5<Φ<1.75 ovale allungata-rettangolare bislunga

### Caratteristiche altimetriche e planimetriche
In un grafico cartesiano vengono riportata in ordinata le quote (relative alla sezione di chiusura) e in ascissa le percentuali (crescenti) della superficie totale di un bacino. Si definisce "curva ipsografica" l'insieme dei punti del grafico che rappresentano, per ogni quota, la percentuale di superficie di bacino che si trova al di sopra di quella quota. Per determinare la curva ipsografica di un bacino occorre avere una cartografia a piccola scala, con il reticolo idrografico e un'altimetria dettagliata (individuata con buona approssimazione dalle curve di livello).
Per come è definita, la curva ipsografica è una curva con andamento monotono decrescente (possono esistere tratti orizzontali) e fornisce un'indicazione di quanto possa essere ripido il bacino.

#### Altitudine mediana
L'altitudine mediana è quel valore di quota che corrisponde alla metà della superficie di bacino nel grafico della curva ipsografica.

#### Altitudine media
L'altitudine media è la quota che rappresenta la media integrale del diagramma, dunque rappresenta l'altezza di un rettangolo, avente per base le percentuali della superficie totale, la cui superficie è equivalente a quella sottesa dalla curva ipsografica.
Considerando la quota {\displaystyle h} del grafico della curva ipsografica come funzione dell'ascissa, e {\displaystyle S} come la sua inversa (h è invertibile perché è monotona), si ha:
L'altitudine media coincide con quella mediana nel caso in cui la curva ipsografica sia una retta.

#### Pendenza
Uno dei parametri più utilizzati per la stima della pendenza di un bacino (caratteristica evidentemente rilevante per la determinazione della velocità di deflusso delle acque) è la pendenza media, usualmente calcolata secondo la formula di Alvar-Horton:
in cui {\displaystyle L_{v}} è la lunghezza totale delle linee di livello di assegnato dislivello {\displaystyle D_{h}}.
Considerando il bacino come il grafico di una funzione f in due variabili spaziali, la pendenza media non è altro che il valor medio dell'integrale del modulo del gradiente di f esteso a tutta la superficie di drenaggio.
In pratica per stimare manualmente e quindi approssimativamente questo parametro si sovrappone alla carta topografica del bacino un reticolato quadrato e si calcola in corrispondenza di ogni suo nodo il rapporto tra la differenza di quota tra le due curve di livello più vicine e la distanza tra di esse. Si ottengono così pendenze locali relative ai nodi, la cui media aritmetica fornisce una stima della pendenza media, tanto più precisa quanto più fitto è il reticolato e quanto più numerose sono le curve di livello sulla carta.
Le grandezze che descrivono l'andamento planimetrico del bacino idrografico sono:
A = Proiezione ortogonale della superficie compresa nello spartiacque.
P= Perimetro del bacino, che corrisponde alla lunghezza dello spartiacque.
LP= Lunghezza dell'asta pluviale principale.
L=Lunghezza complessiva della rete di drenaggio.
D= Densità di drenaggio.

## Caratteristiche topologiche

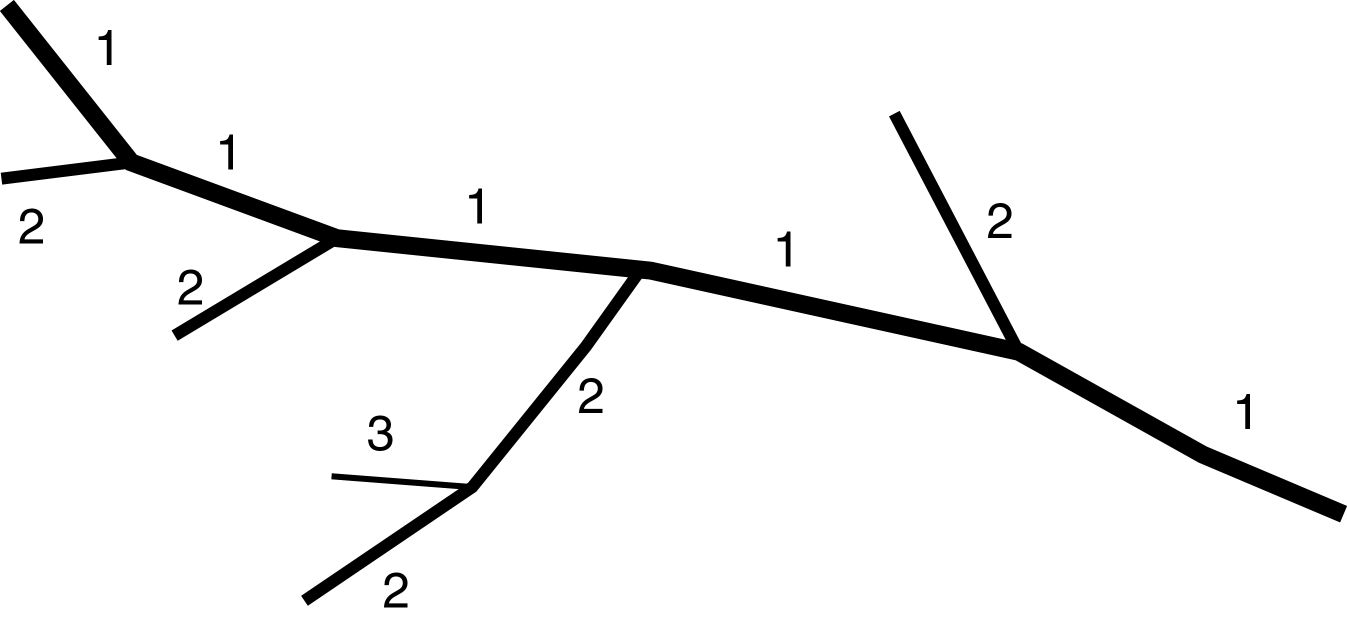
Lo schema del classico grafo ad albero "ordinato" usato per descrivere la gerarchia tra un fiume (ordine "1") e i suoi affluenti e sub-affluenti

La descrizione bidimensionale di un reticolo idrografico è effettuata in base alla rappresentazione dello stesso nel piano; tale rappresentazione è fondata su determinate proprietà topologiche facilmente descrivibili e classificabili. Indipendentemente dal tipo di schema adottato è possibile individuare delle definizioni topologiche generali:
- si definiscono "nodi esterni" (o sorgenti) quei nodi da cui ha origine una sola asta
- si definiscono "nodi interni" (o giunzioni) quei nodi costituiti dai punti in cui confluiscono più aste
- si definiscono "rami interni" gli elementi che collegano nodi interni e giunzioni o nodi interni stessi
- si definiscono "rami esterni" gli elementi che collegano un nodo interno immediatamente a valle con una sorgente
- si definisce "magnitudine della rete" il numero complessivo delle sorgenti
- si definisce "distanza topologica" il numero di rami compresi tra la distanza dalla sorgente allo sbocco della rete
- si definisce "livello topologico" la distanza topologica tra il nodo di monte e lo sbocco della rete
- si definisce "diametro della rete" la distanza topologica massima

### Sistema di ordinamento Horton-Strahler

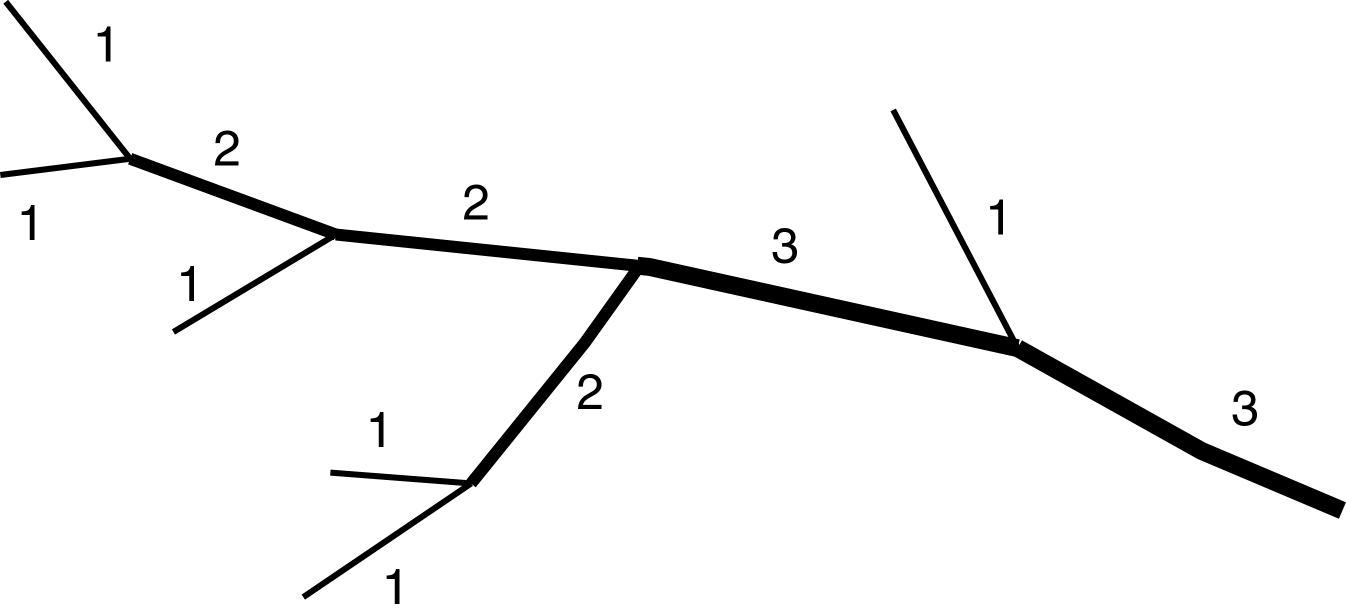
La classificazione proposta da Strahler

L'unico senso di percorrenza dell'acqua e la forma della rete idrica instaurano, tra i vari rami che costituiscono le rete stessa, una relazione gerarchica. Il primo a proporre sistematicamente un'analisi geomorfologica quantitativa dei reticoli idrografici e dei relativi bacini di drenaggio fu nel 1933 E.R. Horton; il quale basa tale analisi sulla gerarchizzazione degli elementi costitutivi del reticolo secondo determinate regole. La classificazione di Horton venne ripresa nel 1952 da Strahler, il quale propose una procedura di classificazione basata essenzialmente su cinque semplici regole:
1. si definiscono "canali di primo ordine" gli elementi che hanno origine dalle sorgenti
2. dall'unione di due rami di ordine "n" ne deriva uno di ordine "n+1"
3. dall'unione di due rami di ordine diverso il confluente con ordine maggiore sarà il tratto di canale immediatamente a valle
4. la successione di due o più rami, caratterizzati dallo medesimo ordine "n", costituisce canali del loro stesso ordine
5. il canale caratterizzato dall'ordine più elevato "N" determina l'ordine stesso del bacino

### Sistema di ordinamento Shreve
A differenza del sistema di ordinamento di Horton-Strahler, facente fortemente riferimento ai canali, le innovazioni proposte da Shreve nel 1967 riguardano l'introduzione di nuove caratteristiche topologiche per determinare l'ordine dei rami. Queste innovazioni riguardano essenzialmente l'attribuzione di una variazione d'ordine ad ogni giunzione e l'introduzione del termine di magnitudine μ secondo le seguenti semplici regole:
1. ogni sorgente è caratterizzata da magnitudine μ pari ad uno
2. dall'unione di due rami caratterizzati rispettivamente da magnitudine μ1 e μ2, il ramo successivo a valle avrà una magnitudine pari a μ1 + μ2
Alla luce di questa classificazione è possibile affermare che la magnitudine μi, caratteristica di ogni ramo, rappresenta il numero totale di sorgenti a monte del ramo stesso; il numero dei rami che afferiscono ad un generico ramo sarà invece determinato secondo la relazione 2μi-1. La quantità delle informazioni idrologiche fornite da Shreve risultano essere maggiori, per alcuni aspetti, di quelle ottenibili attraverso la classificazione di Horton-Strahler.

## Tempi caratteristici

### Tempo di corrivazione
Il tempo di corrivazione, un'ulteriore caratteristica morfologica e idrologica, rappresenta il tempo che occorre alla particella d'acqua idraulicamente più sfavorita, cioè a quella caduta nel punto più distante dalla sezione di chiusura, per arrivare alla sezione stessa. Il tempo di corrivazione (tc), misurato in ore, si determina essenzialmente con l'utilizzo di diverse formule analitiche:
- "formula di Giandotti" {\displaystyle t_{c}={\frac {4\cdot {\sqrt[{}]{S}}+1,5L}{0.8\cdot {\sqrt[{}]{H_{m}-h_{0}}}}}}

Dove con S è indicata la superficie del bacino espressa in km², con L la lunghezza dell'asta principale espressa in km, con Hm l'altitudine media del bacino, espressa in m, riferita al livello medio del mare e con h0 la quota della sezione di chiusura, anch'essa in m, sempre riferita al livello medio del mare. Questa formula vale per bacini idrografici di estensione superiore a 100 km²
- "formula di Viparelli" {\displaystyle t_{c}={\frac {L}{V}}}

In cui L indica la lunghezza dell'asta fluviale e V la velocità della particella d'acqua; la velocità, posta pari a 5,4 km/h, è determinata con l'ausilio di un abaco che propone una relazione tra la velocità dell'acqua, le pendenze medie dei versanti e il tipo di terreno che caratterizza il bacino.
- "formula di Pezzoli" {\displaystyle t_{c}=0,055{\frac {L}{\sqrt[{}]{p}}}}

In cui con L si indica la lunghezza dell'asta principale, mentre con p si indica la pendenza media dell'alveo.

#### Portata al colmo
Per bacini piccoli (S<10 km²) la portata al colmo di piena Qc  può essere calcolata con la formula razionale:
- "Portata al colmo" {\displaystyle Q_{c}={{\phi }iS}}

Il termine S indica l'area del bacino, il termine i l'intensità di pioggia di durata pari al tempo di corrivazione tc, mentre il termine φ indica il coefficiente di deflusso ossia il rendimento della pioggia, il cui valore dipende dalla permeabilità e dal tipo di copertura vegetale del bacino. Se si desidera esprimere la portata in m³/s, e la superficie del bacino è espressa in km², e l'intensità di pioggia i in mm/ora, bisogna dividere il valore Qc ottenuto per 3,6.

### Tempo di ritardo
In un bacino idrografico è definito tempo di ritardo l'intervallo temporale che separa il baricentro della distribuzione delle piogge di progetto dal baricentro dell'idrogramma del deflusso superficiale. In diverse applicazioni ingegneristiche, e in modelli di trasformazione (afflussi – deflussi) si ritiene che questo sia un valore caratteristico del bacino che non dipende dal particolare evento.

### Tempo di picco
Il "tempo di picco" è il tempo in cui si raggiunge il massimo della pendenza.

### Tempo di risposta
Il "tempo di risposta" è l'intervallo di tempo che intercorre tra l'inizio della precipitazione e il momento in cui si raggiunge il colmo di piena della sezione di chiusura.

## Scorrimento nei bacini idrografici
Lo scorrimento è definito come il moto dell'acqua, generato dalle azioni gravitazionali, che si manifesta all'interno dei bacini idrografici. Il deflusso superficiale di un corso d'acqua all'interno di una sezione risulta essere determinato secondo i tre diversi tipi di scorrimento:
{\displaystyle Q={Q_{s}+Q_{i}+Q_{b}}}
- "Scorrimento superficiale Qs": si manifesta sopra la superficie topografica seguendo le linee di pendenza massima e procedendo all'interno della rete fluviale, costituendo il contributo principale e più rapido della piena.
- "Scorrimento sotterraneo (o profondo) Qb": si manifesta nelle falde che si formano sopra strati impermeabili del sottosuolo; è l'aliquota d'acqua affluita che raggiunge la sezione di chiusura tramite lenti processi di filtrazione negli strati più profondi del terreno. Questo contributo all'idrogramma di piena è minimo, in quanto è un fenomeno non fortemente influenzato dagli eventi di pioggia.
- "Scorrimento ipodermico Qi": si manifesta nello strato più superficiale del sottosuolo. È generato dall'aliquota di precipitazione infiltrata nello strato immediatamente sottostante la superficie ed è generalmente causato da strati non permeabili che ne impediscono la percolazione in profondità. In genere i tempi caratteristici dello scorrimento ipodermico sono dello stesso ordine di grandezza di quelli dello scorrimento superficiale, per questo in molte applicazioni i due scorrimenti vengono accumulati.

## Grandi bacini idrografici

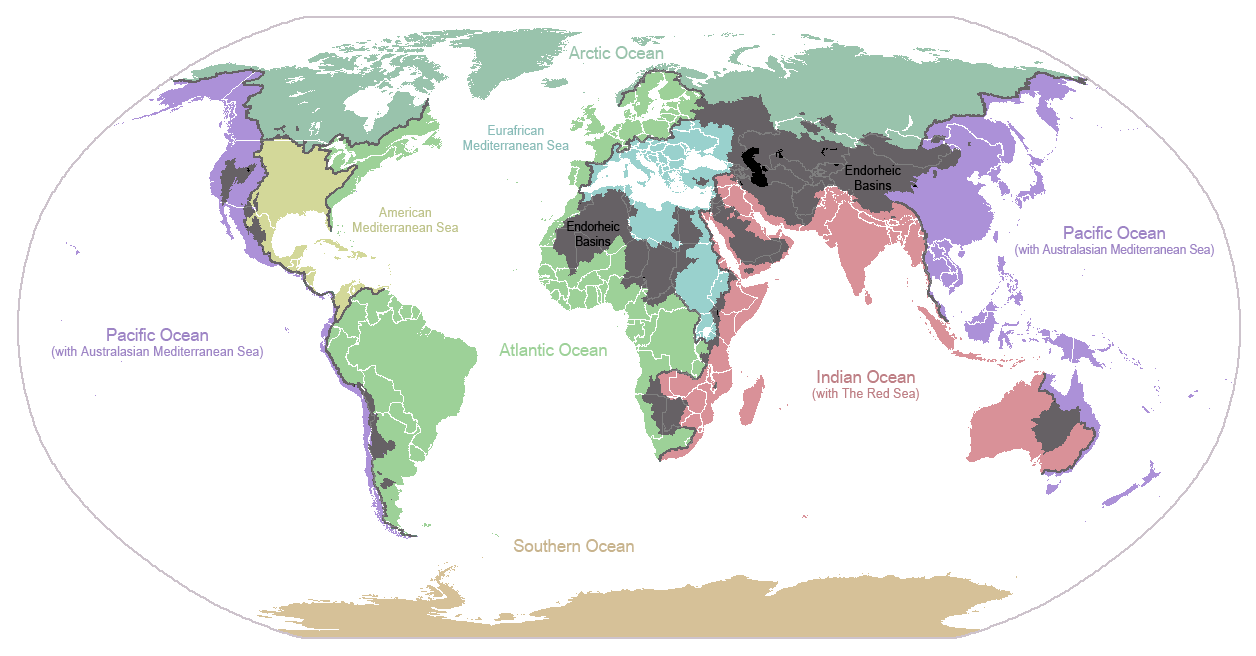
Suddivisione dei bacini idrografici del mondo, rispetto all'affluenza nei principali oceani e mari. Le aree grigie sono territori endoreici, senza un definito deflusso superficiale verso il mare

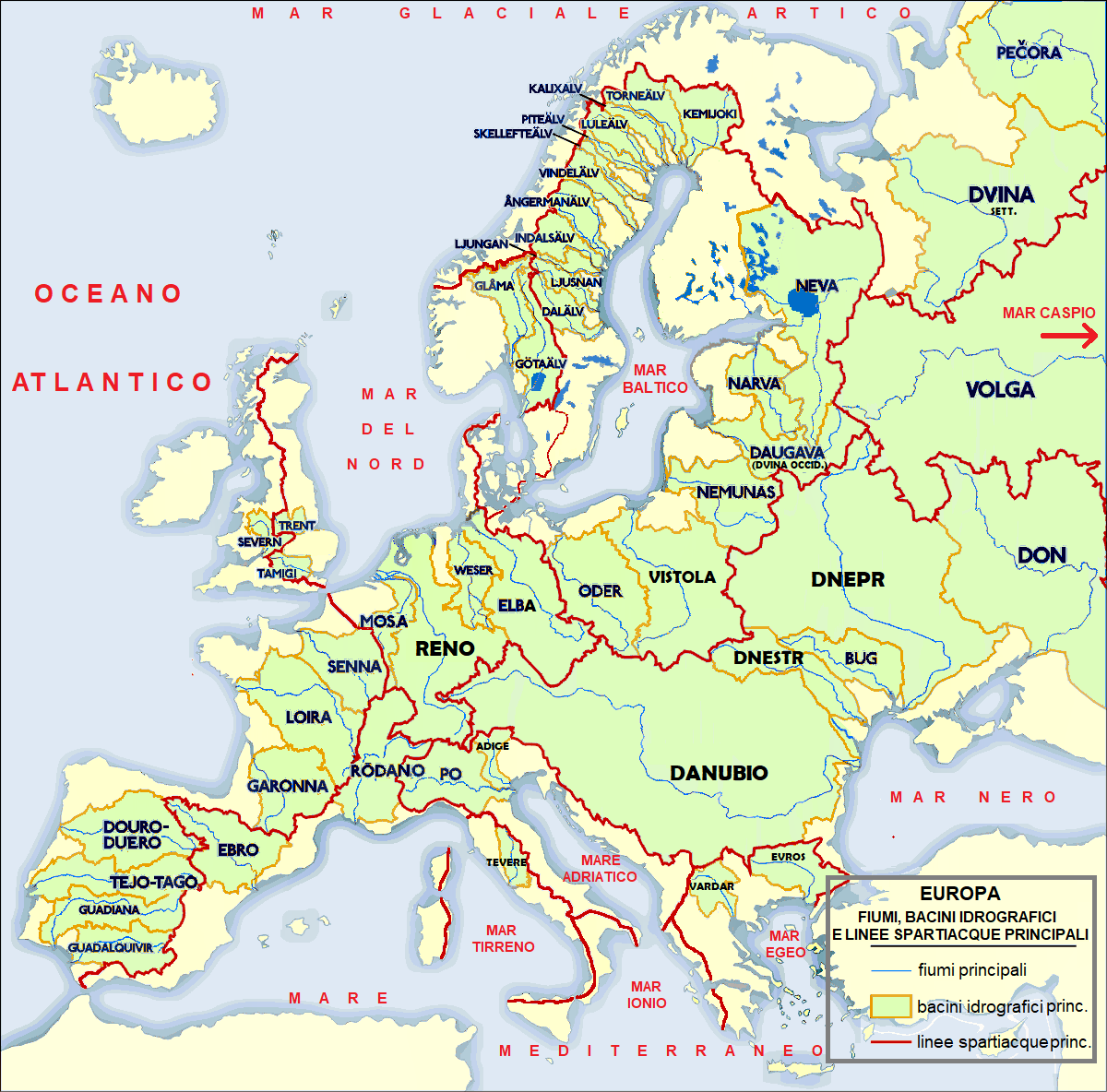
I bacini d'Europa

- Rio delle Amazzoni-Ucayali 7 050 000 km²
- Congo 4 374 000 km²
- Mississippi-Missouri 3 778 000 km²
- Nilo 3 254 555 km²
- Rio de la Plata-Paraná 3 140 000 km²
- Ob' 2 990 000 km²
- Volga 1 360 000 km²
- Gange 1 000 000 km²
- Orinoco 990 000 km²
- Danubio 817 000 km²
- Huang He 752 000 km²